# Firefly (software)
Firefly, in precedenza noto come PC GAMESS, è un programma ab initio di chimica computazionale, basato su GAMESS (US), per processori Intel compatibili  x86 e x86-64. Il codice sorgente originale è stato in gran parte riscritto (per circa il 60-70%), specialmente nelle parti specifiche della piattaforma (allocazione dinamica della memoria, input-output di hard disk, rete), funzioni matematiche (ad esempio, operazioni matriciali), e metodi di chimica quantistica (come Hartree-Fock, teoria perturbativa di Møller-Plesset, e teoria del funzionale della densità). Pertanto risulta significativamente più veloce rispetto al GAMESS originale.
Da ottobre 2008 il progetto si è dissociato da GAMESS (US) ed è stato aggiunto il nome "Firefly". Fino al 17 ottobre 2009 sono stati utilizzati entrambi i nomi, successivamente il pacchetto software è nominato solamente Firefly.